# Quách Tuấn Du
Quách Tuấn Du (tên thật: Trần Trung Du) sinh ngày 13 tháng 10 năm 1981 tại An Giang. Anh được biết đến với vai trò là ca sĩ đồng thời anh cũng tham gia vào lĩnh vực điện ảnh với vai trò là diễn viên. Anh cũng được Ngọc Sơn nhận làm con nuôi.

## Thân thế & sự nghiệp
Quách Tuấn Du sinh tại An Giang, đến năm 16 tuổi anh lên Thành phố Hồ Chí Minh lập nghiệp. Năm 2001, nhận Hoàng Dũng làm thầy và cùng Tô Huân Vũ và Phong Đạt lập ra nhóm D&D.
Sau khi nhóm D&D tan rã, Quách Tuấn Du trở thành ca sĩ solo, tuy không ưa thích tại Thành phố Hồ Chí Minh nhưng anh lại được biết nhiều tại các tỉnh miền tây. Tháng 11 năm 2007, anh gặp tai nạn và tạm ngừng biểu diễn một thời gian. Tháng 09 năm 2008, Quách Tuấn Du trở lại với album Vol 6 mang tên "Mất Trắng". Tháng 5 năm 2009 Quách Tuấn Du đã thực hiện liveshow đầu tiên với tên tên gọi "Siêu nhân hát".

## Album đã phát hành
- 2004: Giấc mơ bình yên (Vol 1)
- 2005: Tôi là người đàn ông tội nghiệp (Vol 2)
- 2006: Đón xuân (Vol 3)
- 2006: Đôi mắt (Vol 4)
- 2006: Sau đêm cuối - Nếu em muốn ra đi (Vol 5)
- 2008: Mất trắng (Vol 6)
- 2009: Sợ chi em hỡi (Vol 7)
- 2009: Tình hờ (Vol 8)
- 2010: Yêu rất thật (Vol 9)
- 2011: Hẹn nhau nơi ấy (Vol 10)